# Чемпионат мира по футболу 2022 (отборочный турнир, АФК, первый раунд)
Первый раунд АФК квалификации чемпионата мира по футболу 2022 года, который также служил первым раундом квалификации Кубка Азии АФК 2023, проводился с 6 по 11 июня 2019 года.
Жеребьевка состоялась 17 апреля 2019 года в Куала-Лумпуре, Малайзия.
Первые матчи состоялись 6 и 7 июня, ответные 11 июня 2019 года.
| Команда 1 | Итог | Команда 2       | 1-й матч | 2-й матч |
| --------- | ---- | --------------- | -------- | -------- |
| Монголия  | 3:2  | Бруней          | 2:0      | 1:2      |
| Макао     | 1:3  | Шри-Ланка       | 1:0      | 0:3 *    |
| Лаос      | 0:1  | Бангладеш       | 0:1      | 0:0      |
| Малайзия  | 12:2 | Восточный Тимор | 7:1      | 5:1      |
| Камбоджа  | 4:1  | Пакистан        | 2:0      | 2:1      |
| Бутан     | 1:5  | Гуам            | 1:0      | 0:5      |

- Первый домашний матч окончился победой Макао 1:0, но вторая игра была отменена, так как делегация Макао была озадачена недавним терактом в Шри-Ланке и подала запрос на проведение матча на нейтральном поле. Это прошение было отклонено от ФИФА, а сборная Макао не явилась на игру, получив техническое поражение 3:0.

| Монголия                    | 2 : 0 | Бруней |
| --------------------------- | ----- | ------ |
| Цэдэнбал 9′ · Наранболд 69′ | отчёт |        |

| Бруней         | 2 : 1 | Монголия            |
| -------------- | ----- | ------------------- |
| Раммли 4′, 34′ | отчёт | Цэдэнбал 47′ (пен.) |

 Монголия вышла в следующий раунд, победив по сумме двух матчей со счётом 3:2.
| Макао             | 1 : 0 | Шри-Ланка |
| ----------------- | ----- | --------- |
| Филипе Дуарте 69′ | отчёт |           |

| Шри-Ланка | 3 : 0 Техническое поражение | Макао |
| --------- | --------------------------- | ----- |
|           | отчёт                       |       |

 Шри-Ланка вышла в следующий раунд, победив по сумме двух матчей со счётом 3:1.
| Лаос | 0 : 1 | Бангладеш    |
| ---- | ----- | ------------ |
|      | отчёт | Р.Хассан 71′ |

| Бангладеш | 0 : 0 | Лаос |
| --------- | ----- | ---- |
|           | отчёт |      |

 Бангладеш вышел в следующий раунд, победив по сумме двух матчей со счётом 1:0.
| Малайзия                                                                        | 7 : 1 | Восточный Тимор |
| ------------------------------------------------------------------------------- | ----- | --------------- |
| Корбин-Онг 12′ · Фикри 23′ · Илдан 43′ · Рашид 45′, 59′ · Насир 78′ · Рашид 89′ | отчёт | Жоао Педро 52′  |

| Восточный Тимор  | 1 : 5 | Малайзия                                     |
| ---------------- | ----- | -------------------------------------------- |
| Руфиньо Гама 72′ | отчёт | Фикри 11′, 17′, 64′ · Сумаре 37′ · Рашид 55′ |

 Малайзия вышла в следующий раунд, победив по сумме двух матчей со счётом 12:2.
| Камбоджа                                 | 2 : 0 | Пакистан |
| ---------------------------------------- | ----- | -------- |
| Сиэнь Чхантхеа 81′ · Коуч Сокумпхеак 84′ | отчёт |          |

| Пакистан         | 1 : 2 | Камбоджа                            |
| ---------------- | ----- | ----------------------------------- |
| Башир 17′ (пен.) | отчёт | Сатх Рошиб 64′ · Реунь Бунхеинь 89′ |

 Камбоджа вышла в следующий раунд, победив по сумме двух матчей со счётом 4:1.
| Бутан             | 1 : 0 | Гуам |
| ----------------- | ----- | ---- |
| Церинг Дорджи 35′ | отчёт |      |

| Гуам                                                   | 5 : 0 | Бутан |
| ------------------------------------------------------ | ----- | ----- |
| Лагутанг 23′ · Канлифф 27′, 82′, 90+4′ · Малькольм 51′ | отчёт |       |

 Гуам вышел в следующий раунд, победив по сумме двух матчей со счётом 5:1.

### Комментарии
1. ↑  Макао провел свой домашний матч против Шри-Ланки в Чжухай, Китай, из-за текущего ремонта стадиона Олимпийский комплекс Макао.[1]
2. ↑  Домашний матч Малайзии против Восточного Тимора, который первоначально должен был состояться 6 июня 2019 года, позже был перенесён из-за празднования Ураза-байрама по просьбе Футбольной ассоциации Малайзии.[2]
3. ↑  Восточный Тимор провел свой домашний матч против Малайзии в последней стране из-за отсутствия подходящего стадиона в Тиморе.[3]
4. ↑  Пакистан провел свой домашний матч против Камбоджи в Катаре.[4]